# Amb el cor a la boca
Amb el cor a la boca (títol original en italià Col cuore in gola) és una pel·lícula italiana giallo del 1967 dirigida per Tinto Brass. Es basa lliurement en la novel·la Il sepolcro di carta escrita per Sergio Donati. La pel·lícula va utilitzar guions del dibuixant Guido Crepax. S'ha publicat amb diversos títols, com ara Deadly Sweet i I Am What I Am. Ha estat doblada al català.

## Trama
Un actor francès anomenat Bernard (Jean-Louis Trintignant) es troba amb una dona bella (Ewa Aulin) inclinada sobre el cadàver d'un propietari d'una discoteca de Londres assassinat. Ell creu que és innocent del crim, i fuig amb ella per protegir-la d'un grup de criminals que l'estan perseguint.

## Repartiment
- Jean-Louis Trintignant com Bernard
- Ewa Aulin com Jane
- Vira Silenti com Martha
- Roberto Bisacco com David
- Charles Kohler com Jerome
- David Prowse com a gangster (sense acrecitar)[1]

## Producció
Col cuore in gola va ser una adaptació de la novel·la de butxaca Il sepolcro di carta (1955) de Sergio Donati. Brass va assenyalar que era no molt aficionat a la novel·la, i els seus productors volien Jean-Louis Trintignant com a protagonista. En conèixer Trintignant, li va explicar una història diferent a la de la novel·la, que el va portar a acceptar el paper. Aleshores Brass va enviar el guió real, afirmant que havia canviat d'opinió. El títol de treball de la pel·lícula en aquest moment era Enigma.
Més tard, Brass va canviar la trama, traslladant la ubicació de la història de Roma a Londres, assenyalant que "Londres representava el que París havia representat abans d'ella: el lloc de la transgressió i la llibertat. Passaven moltes coses. The Beatles n'eren només una. Era el centre urbà més animat d'Europa." Brass va expressar que "volia fer una pel·lícula amb ideogrames, com en l'escriptura xinesa, on un símbol indica tot un concepte. Així que no vaig filmar un cavall, sinó un ull, o un esperó. Els personatges semblen bidimensionals, com en un còmic." El 1966, el director Tinto Brass es va posar en contacte amb Guido Crepax per dibuixar el guió il·lustrat per al Cuol cuore in gola. Crepax va crear guions en color, tot i que era acostumat a treballar en blanc i negre. Per al director de fotografia, Brass va assenyalar que el seu anterior director de fotografia, Bruno Barcarol, havia mort i necessitava un de nou. Brass va triar més tard a Silvano Ippoliti perquè li recordava una mica a Barcarol. La pel·lícula era l'únic "giallo" de Brass i va estar influenciada pel moviment pop art. Això es veu a la casa del personatge de Trintignant, que està decorada amb actors populars de Hollywood més antics, i l'ús de pantalla dividida per tenir un aspecte semblant al d'una tira de còmic. La pel·lícula també canvia entre el blanc i negre i el color, que Brass va explicar més tard es va fer per necessitat i no per cap declaració artística, i va assenyalar que algunes escenes requerien més llum del que l'equip va poder proporcionar, la qual cosa va provocar que es filmessin escenes en blanc i negre.

## Estrena
Col cuore in gola es va estrenar a Itàlia el 1967 on no va ser un èxit comercial. Va ser estrenada a França el 19 d'abril de 1969. Ha estat estrenada amb els títols Le cœur aux lèvres i En cinquième vitesse.
La pel·lícula es va projectar als Estats Units a Portland, Oregon, el 7 de setembre de 1969. Fou estrenada als cinemes dels Estats Units com a I Am What I Am distribuïda per Cult Epics.